# Hockey sobre hielo juvenil
El hockey juvenil es un nivel de hockey sobre hielo competitivo generalmente para jugadores de entre 16 y 21 años de edad. Las ligas de hockey juvenil de los Estados Unidos y Canadá se consideran de aficionados (con algunas excepciones) y funcionan dentro de las regiones de cada país.
En el Canadá, el nivel más alto es el de junior mayor y está regido por la Liga Canadiense de Hockey, que a su vez tiene tres ligas constitutivas: la Liga de Hockey de Ontario, la Liga Mayor de Hockey Junior de Quebec y la Liga de Hockey del Oeste. El segundo nivel es el Junior A, regido a nivel nacional por la Liga Canadiense de Hockey Junior y está compuesto por varias ligas regionales.
En los Estados Unidos, el nivel superior es el Tier I, representado por la Liga de Hockey de los Estados Unidos. El nivel II está representado por la Liga de Hockey de América del Norte. Hay varias ligas de nivel III y sancionadas independientemente en todo el país. Un número limitado de equipos de las principales ligas juveniles canadienses también tienen su sede en los Estados Unidos.
En Europa, los equipos juveniles suelen estar patrocinados por equipos profesionales, y actúan como asociaciones de desarrollo y de alimentación de esas organizaciones.
En Canadá, el hockey juvenil está un nivel por encima del hockey sobre hielo menor, el nivel de hockey sobre hielo que juegan los jóvenes. En los Estados Unidos se lo suele llamar "hockey juvenil", a fin de que no se lo confunda con el hockey profesional de las ligas menores.

## Canadá
El hockey juvenil en Canadá se divide en varios niveles, y los jugadores de 16 a 20 años al comienzo de la temporada son elegibles. El Ministerio de Hockey del Canadá está promulgando normas destinadas a limitar el número de jóvenes de 16 años a los que se permite jugar al hockey juvenil, prefiriendo que la mayoría permanezca en el nivel de enanos.

### Major junior
El hockey juvenil mayor es supervisado por la Liga Canadiense de Hockey (CHL), que actúa como el órgano rector de sus tres ligas constituyentes:
- La Liga Mayor de Hockey Juvenil de Quebec – que opera en Quebec y en el Atlántico canadiense con 18 equipos.
- La Liga de Hockey de Ontario – operando en Ontario, Pensilvania y Míchigan con 20 equipos
- Liga de Hockey del Oeste – operando en el oeste de Canadá, Washington y Oregon con 22 equipos

La CHL actualmente pone un tope de tres jugadores de 20 años o más por equipo, comúnmente conocidos como "jugadores mayores de edad". La CHL también permite hasta cuatro jóvenes de 16 años en cada lista. Mientras que antes se permitía que los jugadores de 15 años jugaran un número limitado de partidos por temporada en la CHL, ahora sólo se les permite jugar si la CHL los considera excepcionales. Para 2020, siete jugadores se han clasificado con arreglo a esta norma: el centro John Tavares en 2005, el defensa Aaron Ekblad en 2011, el centro Connor McDavid en 2012, el defensa Sean Day en 2013, el centro Joe Veleno en 2015, el centro Shane Wright en 2019 y el delantero Connor Bedard en 2020. Los equipos de la CHL tienen actualmente permitidas dos "importaciones" (jugadores de fuera de Canadá o de los EE. UU., generalmente de Europa o Rusia) cada una, aunque se espera que este límite se reduzca a una dentro de un par de temporadas.
Debido a los estipendios pagados a los jugadores y a que se permite a los jugadores junior que han firmado contratos de nivel de entrada con la NHL, todos los equipos de la CHL son considerados profesionales por la NCAA; por lo tanto, cualquier jugador que juegue un partido en el nivel Junior Mayor pierde su elegibilidad para jugar en las universidades de los Estados Unidos. Sin embargo, el jugador conserva la elegibilidad para las universidades canadienses, y las tres ligas tienen programas para conceder becas a cualquier jugador que juegue en estas ligas, siempre que no se convierta en profesional una vez que termine su carrera juvenil. Muchos de los mejores prospectos de la Liga Nacional de Hockey (NHL) juegan en la CHL.
El campeón de cada liga compite en un torneo anual con un equipo anfitrión predeterminado para la Copa Memorial, el principal campeonato nacional juvenil de Canadá.
Hasta 1970, las ligas que se clasificaban como Major Junior y "Junior A" hoy en día formaban parte de la Junior A. En 1970 se dividieron en "Tier I Junior A" o "Major Junior A" y "Tier II Junior A". En 1980, las tres Grandes Ligas Junior A optaron por el autocontrol en lugar de estar controladas por las ramas de la Canadian Amateur Hockey Association y se convirtieron en Grandes Ligas Junior de Hockey, las Tier II Junior A se convirtieron en la máxima categoría de hockey en la CAHA y se convirtieron en Junior A de Hockey.

### Junior A
El hockey A (junior AAA en Quebec) está un nivel por debajo del CHL. El Júnior A se denominó Júnior A de nivel II en el decenio de 1970, hasta que lo que se llamó Júnior A Mayor se separó de sus ramas regionales en 1980 y formó la Liga Canadiense de Hockey, convirtiéndose en Júnior Mayor de hockey. En ese momento, el término Tier II se retiró de lo que hoy es el hockey Junior A. Está regida por la Liga Canadiense de Hockey Junior, que supervisa once ligas constitutivas en todo el Canadá. El campeonato nacional es la Copa del Centenario.
Los equipos Junior A son considerados amateurs por la NCAA, por lo que los jugadores que intentan ir a las universidades americanas tienden a elegir este camino en lugar de jugar en la CHL. Los equipos Junior A tienden a jugar en mercados mucho más pequeños que los equipos de la CHL, y por lo tanto juegan con menos público.

### Junior B, C, D
Junior B (junior AA en Quebec) fue creado en 1933, para diferenciar entre los equipos elegibles para la competición de la Copa Memorial y los que no lo eran. Los principales campeonatos de todo el Canadá son la Copa Sutherland en el sur de Ontario, la Copa Barkley en el distrito de Ottawa, la Coupe Dodge en Quebec, la Copa Don Johnson en las provincias del Atlántico y la Copa Keystone, que representa a todo el oeste de Canadá, desde la Columbia Británica hasta el noroeste de Ontario.
El Junior C (junior A en Quebec) generalmente consiste en competencias locales, pero se considera competitivo en algunas regiones, y sirve como equipo de siembra o de granja para los equipos Junior B. El hockey C Junior de Ontario tiene 6 rondas de eliminatorias al mejor de siete (hasta 42 partidos por equipo) para la Copa Clarence Schmalz, que se otorgó por primera vez en 1938. Los playoffs del Ontario Junior C se juegan entre 6 de las 7 diferentes ligas regionales de la provincia. En Quebec y en el oeste de Manitoba, el hockey juvenil C tiende a ser una extensión del sistema local de hockey menor y a veces se denomina Liga Juvenil o Liga de la Casa. En Ontario, Manitoba y las Islas Marítimas, el Junior C se dirige independientemente de los sistemas de hockey menor, aunque con el mismo propósito principalmente recreativo.
El Junior D fue popular en los años 60 y 70 en los centros de población más densos, pero cayó a principios de los 90. En Quebec, el Júnior D se conoce ahora como Júnior B y es dirigido estrictamente por asociaciones de hockey menor. La última liga Junior D fue la Liga de Hockey Juvenil del Sur de Ontario de la OHA, resultado de la fusión de las ligas Junior D del Norte, del Oeste y del Sur a fines de la década de 1980. La SOJHL pasó a la liga Junior C en 2012.

## Estados Unidos
Al igual que en el Canadá, el hockey juvenil de los Estados Unidos se subdivide en varios niveles, la mayoría de los cuales son sancionados por el USA Hockey. En la actualidad, 13 equipos estadounidenses juegan en el sistema juvenil canadiense, con ocho en la Liga Canadiense de Hockey y cinco en las ligas menores A. La CHL incluye cuatro equipos en Washington y uno en Oregon en la Liga de Hockey del Oeste, y dos equipos en Míchigan y uno en Pensilvania en la Liga de Hockey de Ontario. En la categoría junior A, dos equipos de la Superior International Junior Hockey League están en Minnesota y Wisconsin, un equipo de la British Columbia Hockey League es de Washington, uno de la Northern Ontario Junior Hockey League es de Míchigan, y uno de la Ontario Junior Hockey League es de Nueva York.

### Nivel I
La Liga de Hockey de los Estados Unidos (USHL) es actualmente la única liga de nivel I del país, formada por equipos del centro y medio oeste de los Estados Unidos. La USHL ofrece una alternativa al hockey juvenil mayor para los niños que quieren jugar en la NCAA antes de entrar en una liga profesional como la NHL.
Mientras jueguen en la USHL, todos los gastos de los jugadores son pagados por el equipo; no se cobra ninguna cuota de membresía o de equipo. A diferencia de los grandes equipos juveniles, las ligas profesionales reclutan mucho menos directamente de los equipos de la USHL y el estipendio de la universidad libre no existe.
Durante la mayor parte de su existencia la USHL fue considerada inferior en calidad de juego a los niveles principales de la juventud. Pero continuó mejorando y en 2019 cerca del 21% de los jugadores de la NHL habían jugado en la USHL en su carrera. Entre el 80 y el 90 por ciento de los jugadores de la USHL continuaron en el hockey de la NCAA, y el 33 por ciento avanzaron a la NHL a partir de 2019, ya que esta es la razón principal para jugar en el nivel I en lugar de en el nivel principal junior en Canadá.

### Nivel II
Actualmente, la Liga Norteamericana de Hockey es la única liga de Hockey de EE. UU. autorizada por la Tier II en los Estados Unidos. La NAHL está formada por equipos repartidos en los dos tercios occidentales de los Estados Unidos, con una importante concentración de equipos en las zonas central y sudoccidental de los Estados Unidos, aunque la liga comenzó a expandirse a la costa este a partir de 2015. En octubre de 2016, la Tier III de la Premier Hockey League de los Estados Unidos, una liga situada predominantemente en la costa oriental, solicitó a la organización la aprobación de una liga de la Tier II que comenzaría en la temporada 2017-18, pero esa liga fue denegada en diciembre y decidió funcionar de manera independiente.
La NAHL, al igual que la USHL, ofrece a los jugadores jóvenes una alternativa al hockey juvenil principal, aunque el nivel de destreza se considera considerablemente inferior al del hockey juvenil principal y suele estar lleno de aquellos que no formarían parte de la lista de un equipo de nivel I o no lo harían. A diferencia del Nivel I, la NAHL no paga todos los gastos de los jugadores, como el alojamiento y la comida, pero no hay gastos de matrícula para el jugador como en el Nivel III.

### Nivel III
Además de pagar por el alojamiento y la comida, los jugadores del nivel III pagan una cuota o matrícula, que suele oscilar entre 4.000 y 9.500 dólares. Esto es para todas las cuentas y propósitos un nivel de aficionado, aunque algunos jugadores van directamente a las escuelas de la NCAA División I. La mayoría de los jugadores de nivel III buscan aumentar sus habilidades con la esperanza de ascender a nivel I o II, mientras que otros jugadores van directamente a las escuelas de División III de la NCAA, ACHA y CHF.
Antes de julio de 2011, el hockey americano dividió el nivel III en las divisiones Junior A y B.
El Hockey de EE. UU. tiene actualmente tres ligas de nivel III sancionadas:
- Liga de Hockey del Este – dos divisiones (EHL y EHL Premier)
- Liga Norteamericana de Hockey 3

## Ligas independientes (Canadá y EE. UU.)
Algunas ligas que se autodenominan Junior A también operan fuera del control de Hockey Canadá y Hockey EE. UU., normalmente debido a las restricciones de los órganos rectores sobre la contratación de jugadores y las finanzas. Si bien una liga puede afirmar que es comparable a las ligas Junior A, debido a la falta de reglamentación el nivel real de juego puede variar. Además de las ligas independientes, hay también equipos independientes, como los Jamestown Jets, aunque éstos suelen ser el resultado de problemas de la liga u otras disputas. A estas ligas se las suele denominar ligas "ilegales" debido a su falta de sanción o supervisión por parte de un órgano rector externo.

### AAU
La Unión Atlética de Aficionados volvió a sancionar el deporte del hockey sobre hielo en 2011. Antes de la temporada 2011-12, la Liga de Hockey de los Estados Occidentales se convirtió en la primera liga juvenil a gran escala en salir del Hockey de EE. UU. a favor de la AAU. En 2012, la AAU formó la Unión Unida de Hockey para gestionar sus ligas de hockey y celebró un torneo de campeonato en 2013 y 2014. Actualmente todas las ligas de hockey juvenil bajo el paraguas de la UHU operan bajo una estructura similar de pago por jugar en el nivel III del Hockey de EE. UU. y en el nivel A del Hockey Canadiense, aunque el WSHL se considera el nivel II dentro de la jerarquía de la UHU. La UHU anunció que a partir de 2017 pondría en marcha una liga de nivel I de juego libre denominada Liga Central de Hockey Uno; sin embargo, los planes para la liga se cancelaron posteriormente y los responsables de la C1HL pusieron en marcha en 2018 la Liga Central de Hockey de los Estados Unidos que no está sancionada.
Una de las principales razones por las que algunos equipos y ligas han elegido la AAU es por las restricciones de importación de jugadores más sueltos. En la mayoría de las ligas de hockey de EE. UU., cada equipo está limitado a un máximo de cuatro jugadores no ciudadanos de EE. UU. (con una laguna jurídica para los no ciudadanos de EE. UU. que han sido registrados como miembros de la Liga de Hockey de EE. UU. durante tres temporadas). Sin embargo, en virtud de la sanción de la UCA, los equipos pueden tener hasta 14 jugadores no estadounidenses (lo que significa que los jugadores del Canadá y los Estados Unidos no se cuentan como importaciones en ninguno de los dos países). El aumento del límite de importación ha dado lugar a equipos más competitivos en los que era más difícil reclutar talentos locales. También permite que más jugadores europeos tengan oportunidades de jugar en la categoría juvenil de las ligas de hockey de América del Norte que normalmente estarían limitadas por las restricciones de Hockey Canadá y Hockey Estados Unidos.

#### Las ligas menores de la UHU
- Liga Canadiense de Hockey Juvenil
- Liga de Hockey de los Estados Occidentales – estatus Tier II

### Las ligas auto-asignadas
Otras ligas tienen sus propias directrices para las restricciones de equipos y jugadores sin supervisión externa por parte de un órgano de gobierno.
Desde 2006, la Greater Metro Junior A Hockey League funciona como una liga independiente en Ontario, Quebec y Alberta. La liga recluta ampliamente jugadores de fuera de América del Norte.
A finales de 2016, la United States Premier Hockey League, una organización compuesta por varias ligas de hockey de nivel III de los Estados Unidos, así como por muchas ligas de hockey juveniles, solicitó una liga de nivel II. La condición de Tier II se denegó en diciembre de 2016, pero la USPHL siguió adelante con la nueva liga de todos modos, creando la Conferencia Nacional de Desarrollo Colegial. En respuesta, la USPHL ha eliminado todas sus ligas de nivel juvenil (la NCDC y las divisiones de Premier y Elite de nivel III) de las sanciones de Hockey de los Estados Unidos desde la temporada 2017-18.

## Europa

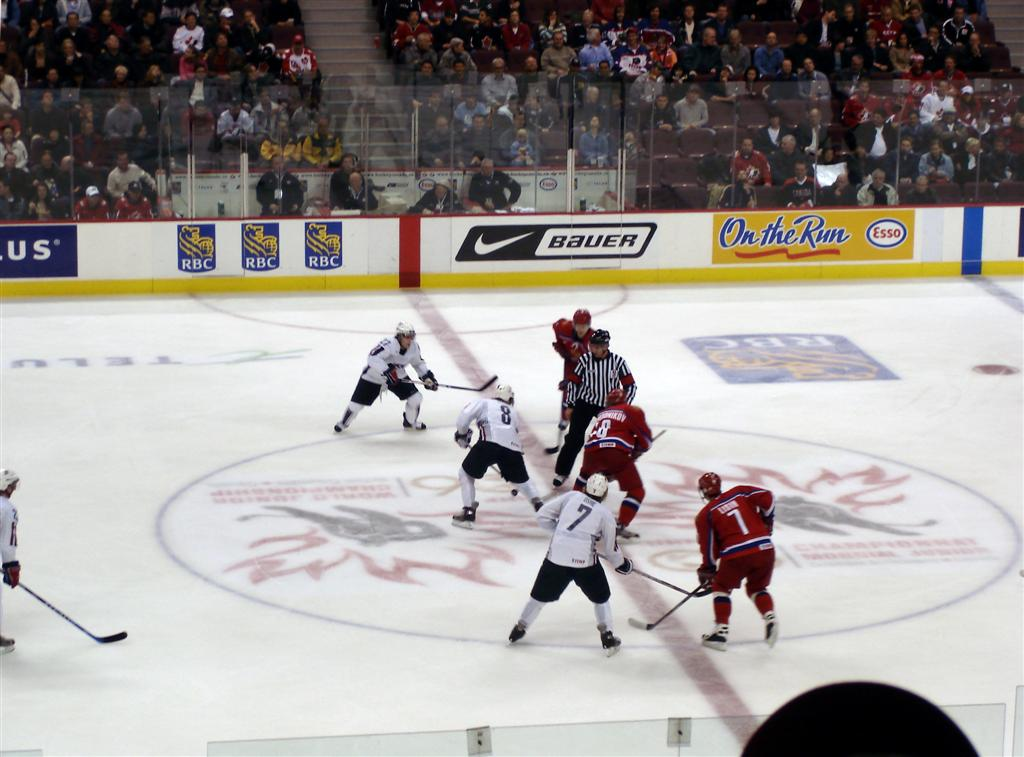
Estados Unidos vs Rusia en el Campeonato Mundial Sub-20 IIHF de 2006.

En Europa, los equipos juveniles suelen estar asociados a un equipo profesional, y son utilizados por los equipos profesionales para desarrollar sus propias perspectivas. Un ejemplo de esto es la liga J20 SuperElit en Suecia o la Liga Menor de Hockey en Rusia. Estas ligas a veces se denominan grandes ligas de hockey juvenil.
La falta de un reclutamiento de aficionados en Europa significa que la responsabilidad de fichar a los jóvenes más talentosos recae en los equipos, y la presencia de un equipo juvenil afiliado proporciona un lugar para que se desarrollen los jóvenes que aún no están preparados para los rigores del juego profesional. Sin embargo, no todos los jugadores de un equipo juvenil europeo son necesariamente propiedad de su club profesional, y pueden optar por firmar en otro lugar.